# フェデリコ・バルバ
フェデリコ・バルバ（Federico Barba，1993年9月1日 - ）は、イタリア・ローマ出身のサッカー選手。コモ1907所属。ポジションは、ディフェンダー。

## 経歴
2013年8月、エンポリFCに25万ユーロで加入した。安定した守備が評価され、2016年にはSSCナポリやインテルナツィオナーレ・ミラノからの関心が寄せられたが、最終的にVfBシュトゥットガルトに期限付き移籍した。
しかしシュトゥットガルトでは出番が得られず、2017年7月にはスポルティング・ヒホンに移籍した。
2018年8月14日、ACキエーヴォ・ヴェローナに移籍してイタリアに復帰した。
2019年7月6日、レアル・バリャドリードと1年間のローン移籍で合意した。
2020年1月24日、ベネヴェント・カルチョに6月30日までのローンで移籍した。その後ベネヴェントが買い取りオプションを行使し、完全移籍となった。
2022年9月2日、セリエBのピサSCに2025年6月までの3年契約で加入した。
2023年8月1日、セリエBのコモ1907に2026年6月までの3年契約で加入した。